# 拉莫德钦寺
拉莫德钦寺（藏語：ལ་མོ་བདེ་ཆེན་དགོན，威利转写：la mo bde chen dgon），又称德钦寺（又译“德千寺”、“迭缠寺”），位于中国青海省黄南藏族自治州尖扎县能科乡，是藏传佛教格鲁派寺院。该寺是尖扎地区最大的格鲁派寺院，因属寺及转世活佛众多而闻名。

## 简介
德钦寺位于尖扎县西南部，距离西宁市140公里。德钦寺始建于清朝康熙二十一年（1682年），由第三世夏茸尕布活佛（又称拉莫活佛）创建，故一般称为“拉莫德钦寺”。
德钦寺的寺主活佛称为“白佛”（藏语为“夏茸尕布”）。康熙四十四年（1705年）第三世夏茸尕布活佛到北京受封，清朝颁发“察罕诺门汗”诏书并封其为扎萨克喇嘛。康熙五十三年（1714年），七世达赖封第三世夏茸尕布活佛为“阿齐图诺门汗”。清朝雍正三年（1725年），青海蒙古划旗定界，白佛所属的部落被单独划为察罕诺门汗旗，成为贵南、同德西部、贵德南部、尖扎、泽库、化隆西部以及海北海晏地区的政教合一的统治者。
1958年，该寺大部分建筑被毁。 1980年，该寺获得重建。该寺现有大经堂一座，活佛昂欠9座，宿舍136座。寺内现存赤金度母、檀香木度母、金灯、历代活佛灵塔等等文物。每年农历正月十五日，举办跳欠活动。
1998年12月22日，该寺以“能科德千寺”之名，被公布为第六批青海省文物保护单位，类型为古建筑，历史年代为清。
夏茸尕布活佛除了有主寺德钦寺之外，还有很多属寺，据传有40余座。根据不完全统计，如今尚存属寺31座：今尖扎县的古日寺、俄让寺、结什当寺、阿哇寺、桑主寺、拉日寺、宗囊寺、昂拉赛康寺、洛多杰扎寺、噶卡寺、尕布寺；今贵南县的塔秀寺、托勒寺、查那寺；今贵德县的荣一寺、铁瓦寺、拉扎寺、加毛寺、尼尔寺、加卜查寺、周屯寺、贡赛寺、香毛切寺、卷木寺、却毛寺；今化隆县的格许寺、若索寺；今海晏县的白佛寺、麻皮寺；今湟源县的福海寺等。